# جغرافيا اليونان
اليونان دولة من دول البلقان، في جنوب شرق أوروبا، تحدها من الشمال ألبانيا ومقدونيا الشمالية وبلغاريا. من الشرق تركيا، وبحر إيجه، ومن الجنوب البحر الكريتي والبحر الليبي، ومن الغرب البحر الأيوني الذي يفصل اليونان عن إيطاليا. تتكون البلاد من بر رئيسي جبلي شبه جزيرة يبرز في البحر الأبيض المتوسط في أقصى الطرف الجنوبي من البلقان، وشبه جزيرتين صغيرتين تظهران منه الخالكيذيكي وبيلوبونيز، التي ينضم إليها البرزخ من كورينث. يوجد في اليونان أيضًا العديد من الجزر، ذات الأحجام المختلفة، وأكبرها جزيرة كريت، وإيبوا، وليسفوس، ورودس، وخيوس، وكيفالونيا، وكورفو. تشمل مجموعات الجزر الأصغر جزر دوديكانيز وسيكلاديز. وفقًا لكتاب حقائق العالم الصادر عن وكالة المخابرات المركزية، تمتلك اليونان خطًا ساحليًا يبلغ 13676 كيلومترًا (8,498 ميل)، وهو الأكبر في حوض البحر الأبيض المتوسط.
يتراوح خط عرض اليونان من 35 درجة شمالاً إلى 42 درجة شمالاً وخط طولها من 19 درجة شرقاً إلى 28 درجة شرقاً. نتيجة لهذا وجغرافيتها الطبيعية، فإن البلاد لديها تباين مناخي كبير.

## الجغرافيا

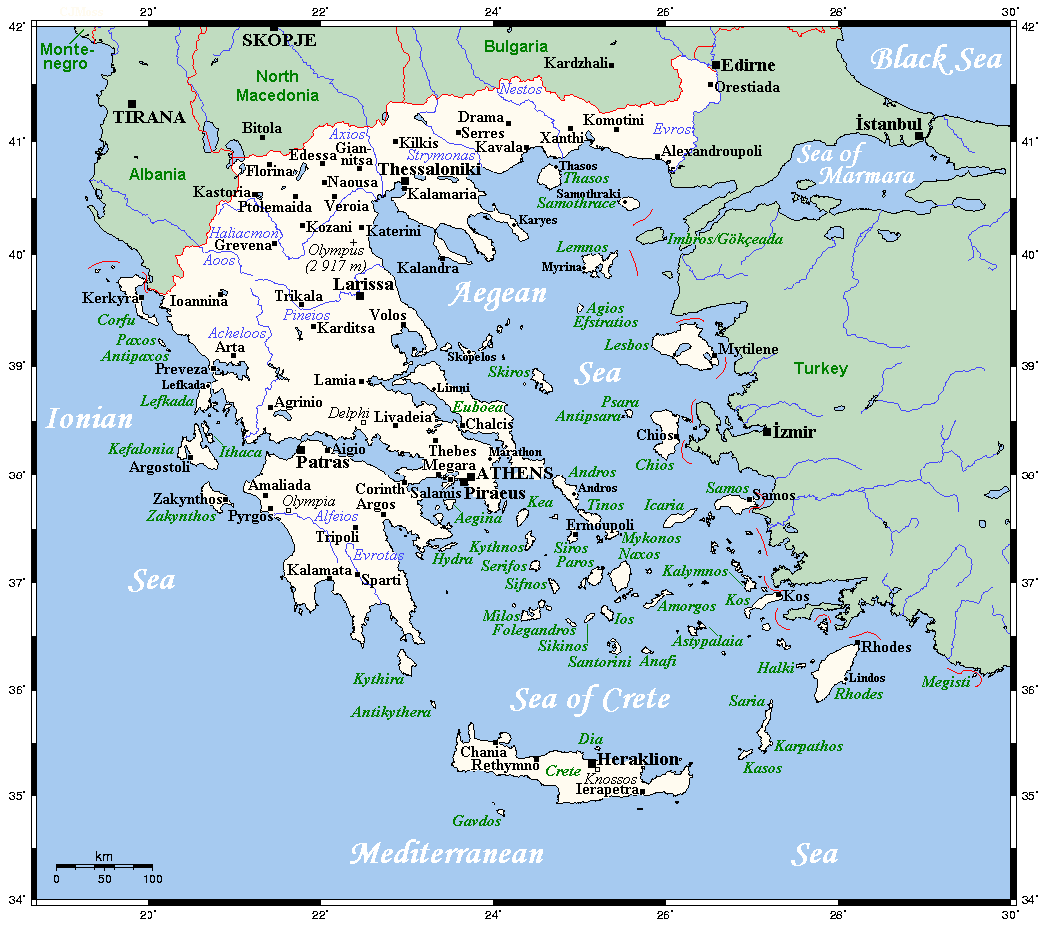
Greece's cities, main towns, main rivers, islands and selected archaeological sites.

تقع اليونان في جنوب أوروبا، على حدود البحر الأيوني والبحر الأبيض المتوسط، بين ألبانيا وتركيا. إنها دولة شبه جزيرة، بها أقصى اليونان تبلغ مساحتها الإجمالية 131,957 كـم 2 (50,949 ميل 2)[بحاجة لمصدر]
، منها 130,647 كيلومتر مربع، والمياه الداخلية (بحيرات وأنهار) تبلغ 1,310 كيلومتر مربع. الحدود البرية مع ألبانيا (212 كم) ومقدونيا الشمالية (234 كم) وبلغاريا (472 كم) وتركيا (192 كم) يبلغ مجموعها حوالي 1110 كم. من إجمالي مساحة البلاد، 83.33% أو 110,496 كـم 2 (42,663 ميل 2) هي أراضي البر الرئيسي والباقي 16.67% أو 21,461 كـم 2 (8,286 ميل 2) هي أراضي الجزيرة. تبلغ مساحتها الاقتصادية الخالصة 505,572 كـم 2 (195,202 ميل 2).
يبلغ طول الساحل اليوناني 13676 كـم (8,498 ميل).
80% من اليونان جبلية. تقع سلسلة جبال بيندوس عبر وسط البلاد في اتجاه من الشمال الغربي إلى الجنوب الشرقي، ويبلغ أقصى ارتفاع لها 2637 مترًا. تمتد امتدادات نفس سلسلة الجبال عبر البيلوبونيز وتحت الماء عبر بحر إيجة، وتشكل العديد من جزر بحر إيجه بما في ذلك جزيرة كريت، وتنضم إلى جبال طوروس في جنوب تركيا. يحتوي وسط وغرب اليونان على قمم مرتفعة وحادة تتقاطع مع العديد من الأخاديد والمناظر الطبيعية الكارستية الأخرى، بما في ذلك ميتيورا وفيكوس جورجس - هذا الأخير هو أعمق واد في العالم بما يتناسب مع عرضه، والثالث أعمق بعد وادي النحاس في المكسيك وغراند كانيون في الولايات المتحدة، ويغرق عموديًا لأكثر من 1100 متر.
جبل أوليمبوس هو أعلى نقطة في اليونان، وهو سابع أعلى جبل و9 من أبرز الجبال في أوروبا القارية (جنبًا إلى جنب مع جيرلاش شيلد بما في ذلك جروسجلوكنر كجبل منفصل)[بحاجة لمصدر]، حيث يرتفع إلى 2917 مترًا فوق مستوى سطح البحر. تشكل جبال رودوبي الحدود بين اليونان وبلغاريا. تلك المنطقة مغطاة بغابات شاسعة وسميكة.
أدنى نقطة في اليونان هي مستوى سطح البحر.
توجد السهول في ثيساليا الشرقية وفي مقدونيا الوسطى وتراقيا.
أقصى نقاط اليونان هي:
- الشمال: قرية أورمينيو (41 ° 45′41 شمالًا، 26 ° 13′15 شرقًا)
- جنوبًا: جزيرة جافدوس (34 ° 48′11 ″ شمالًا، 24 ° 07′25 شرقًا)
- شرقًا: جزيرة سترونجيلي (36 ° 06′17 شمالًا، 29 ° 38′39 ″ شرقًا)
- غربًا: جزيرة أوثونوي (39 ° 51′11 ″ شمالًا، 19 ° 22′41 شرقًا

### البر الرئيسي
يشكل البر الرئيسي لليونان الجزء الجنوبي من شبه جزيرة البلقان مع شبه جزيرتين إضافيتين أصغر منه: خالكيديكي وبيلوبونيز. يشمل شمال البلاد مناطق مقدونيا وتراقيا. إلى الجنوب يضيق البر الرئيسي ويشمل مناطق إبيروس وثيساليا ووسط اليونان، حيث تقع منطقة أتيكا والعاصمة أثينا. إلى الجنوب، يتم فصل شبه جزيرة بيلوبونيز الأصغر عن بقية البر الرئيسي اليوناني بواسطة خليجي كورينثيان وسارونيك، ولكن انضم إليهما برزخ كورنث.
يغطي البر الرئيسي لليونان حوالي 80% من إجمالي الأراضي وهي جبلية إلى حد كبير. أكبر سلسلة جبال في اليونان هي سلسلة بيندوس، الامتداد الجنوبي لجبال الألب الدينارية، والتي تشكل العمود الفقري للبر الرئيسي اليوناني، وتفصل إبيروس عن ثيساليا ومقدونيا. أعلى جبل في البلاد هو جبل أوليمبوس، والذي يفصل أيضًا ثيساليا عن مقدونيا. ترتفع أعلى قمة لها إلى 2918 مترًا فوق مستوى سطح البحر، مما يجعلها ثاني أعلى قمة في شبه جزيرة البلقان بعد موسالا في جبل ريلا.
يتراوح عدد الجزر بين 1200 و6000. الرقم الذي يتم الاستشهاد به بشكل متكرر في أدلة السفر هو 1425 جزيرة، يقال إن 166 منها مأهولة. ذكرت منظمة السياحة اليونانية أن الرقم 6000، منهم 227 يسكنون. ومع ذلك، رفعت باريس ماتش هذا العدد إلى 9841 جزيرة، منها 169 فقط سجلت وجودًا بشريًا مستمرًا.
تمثل الجزر اليونانية حوالي 20% من إجمالي أراضي البلاد، وتتنوع بشكل كبير في الحجم وكذلك في المناخ. أكبر جزيرة في البلاد هي جزيرة كريت، مع احتلال ايبويا في المرتبة الثانية. تشمل الجزر اليونانية الكبيرة الأخرى رودس وليسبوس في بحر إيجه، وكورفو وسيفالونيا في البحر الأيوني. تشكل العديد من الجزر اليونانية الأصغر مجموعات أو سلاسل، غالبًا ما تسمى أرخبيل، مع أمثلة بارزة هي سيكلاديز وسبوراد في جنوب ووسط بحر إيجه على التوالي.
إيجة:
تقع جزر بحر إيجه بين البر الرئيسي لليونان من الغرب والشمال، والأناضول من الشرق وجزيرة كريت من الجنوب. تقليديا، يتم تصنيف الجزر إلى سبع مجموعات، من الشمال إلى الجنوب:
- جزر بحر إيجة الشمالية
- سبوراديس
- جزر سيكلاديز
- يوبويا
- جزر سالونيك
- دوديكانيز (جنوب سبوراديس)
- كريت

#### جزر البحر الأيوني
مقالة مفصلة: الجزر الأيونية الجزر الأيونية هي مجموعة من سبع جزر. تقع الجزر الشمالية الست قبالة الساحل الغربي لليونان، في البحر الأيوني. الجزيرة الأخرى، كيثيرا، تقع قبالة الطرف الجنوبي من البيلوبونيز. كيثيرا هي جزء من المنطقة الإدارية الحديثة في أتيكا، وليس الجزر الأيونية (إيونيوي نيسوي). تختلف الجزر الأيونية عن منطقة إيونيا التاريخية، والتي تعد اليوم جزءًا من غرب تركيا.

#### كريت
كريت هي أكبر جزيرة في اليونان وثاني أكبر جزيرة في شرق البحر الأبيض المتوسط، بعد قبرص. تمتد الجزيرة 260 كم من الشرق إلى الغرب و60 كم من الشمال إلى الجنوب على أوسع نطاق. تضيق الجزيرة في المنطقة القريبة من إيرابيترا، حيث يبلغ عرضها 12 كم فقط. تغطي جزيرة كريت مساحة 8,336 كـم 2 (3,219 ميل 2)، ويبلغ طول ساحلها 1046 كم. يحدها من الشمال بحر كريت. جنوبا على البحر الليبي. إلى الغرب عند بحر ميرتوان. ومن الشرق بحر كارباثيون. تقع على بعد حوالي 160 كم جنوب البر الرئيسي اليوناني. تتميز جزيرة كريت بسلسلة جبال تتقاطع من الغرب إلى الشرق، وتتكون من ثلاث نطاقات فرعية مختلفة:

#### الجبال البيضاء أو ليفكا أوري (2,452 م)
- سلسلة جبال إيدي (جبل إيدا (35°11′N 24°49′E / 35.18°N 24.82°E) 2,456 m);
- جبال ديكتي (2,148 m)

جبال ديكتي (2,148 م) تشمل الهضاب الخصبة، مثل لاسيثي وأومالوس ونيده؛ الكهوف مثل ديكتيون وإديون؛ والوديان مثل ساماريا جورج. المنطقة المحمية فيساماريا جورج هي موطن الماعز الكريتي، أوكري كري، بينما يعيش النسر الملتحي أولاميرغير المهددة بالانقراض في جبال كريتي والوديان.
تشمل أنهار جزيرة كريت نهر ييروبوتاموس في الجزء الجنوبي من الجزيرة.

### الاستخدام الأراضي
- الأراضي الصالحة للزراعة: 19.71%
- محاصيل دائمة: 8.95%
- أخرى: 71.37%

(تقديرات 2012)
الأراضي المروية: 15.550 كيلومتر مربع (2007)

## البيئة
خريطة الزلازل في اليونان والدول المجاورة 1900-2017 اليونان بلد جبلية في الغالب مع ساحل طويل جدًا، مليء بأشباه الجزر والجزر. يمكن أن يتراوح المناخ من شبه صحراوي إلى غابات جبلية ذات مناخ بارد. تشمل المخاطر الطبيعية لليونان الزلازل الشديدة والفيضانات والجفاف وحرائق الغابات. تشمل القضايا البيئية الحالية في اليونان تلوث الهواء وتلوث المياه.

## المعرض

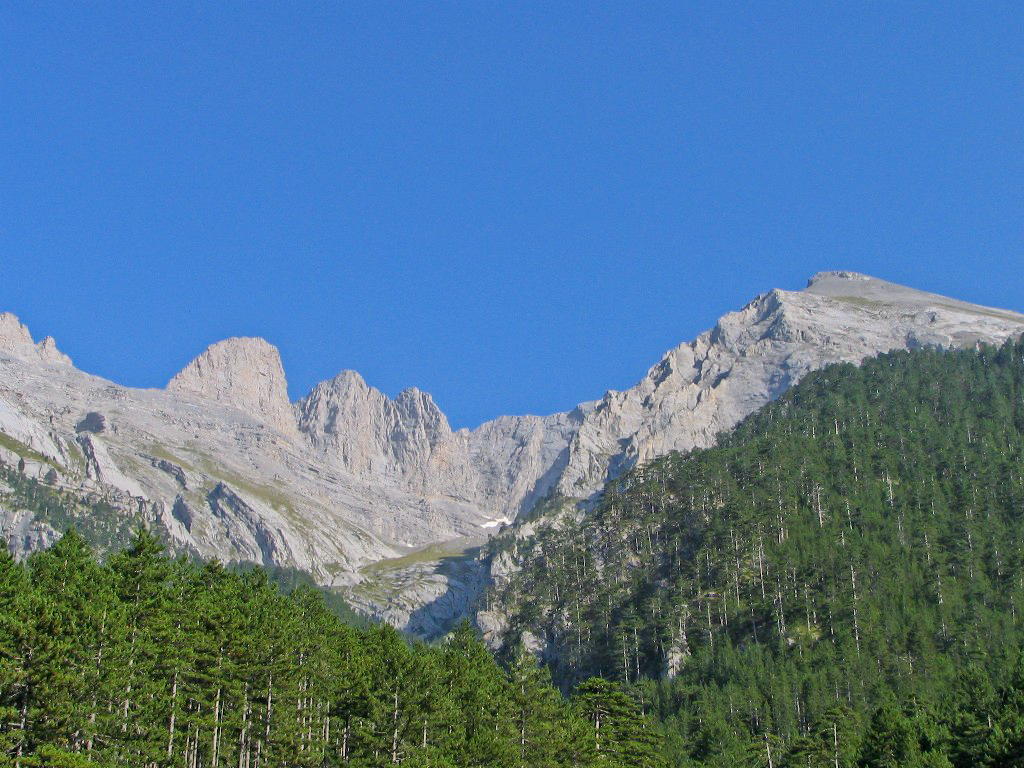
جبل أوليمبوس
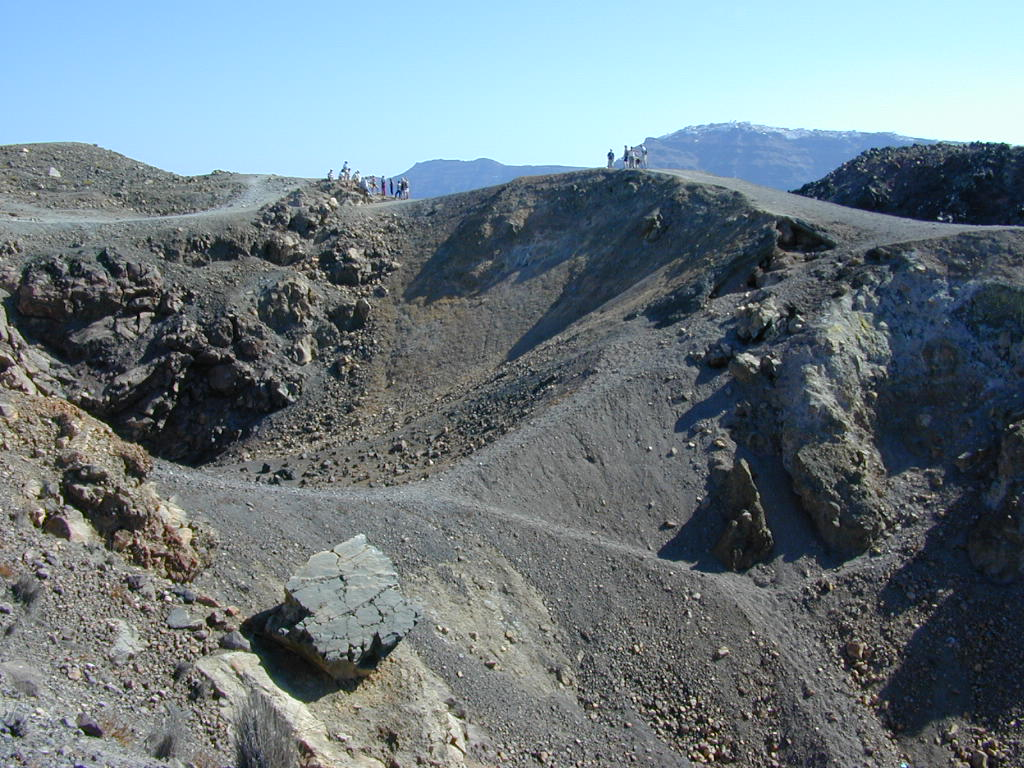
فوهة بركانية، سانتوريني
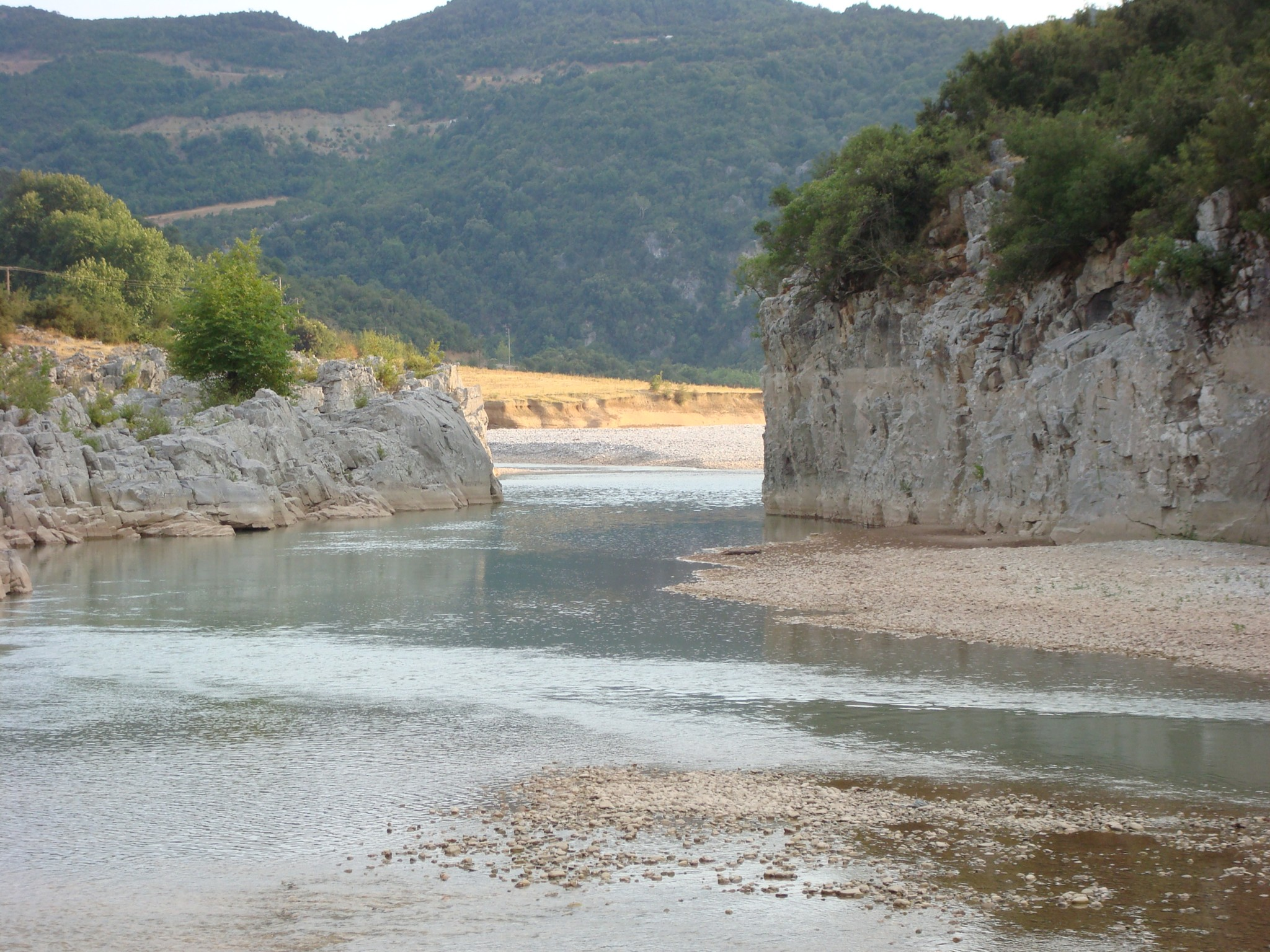
نهر أخيلوس
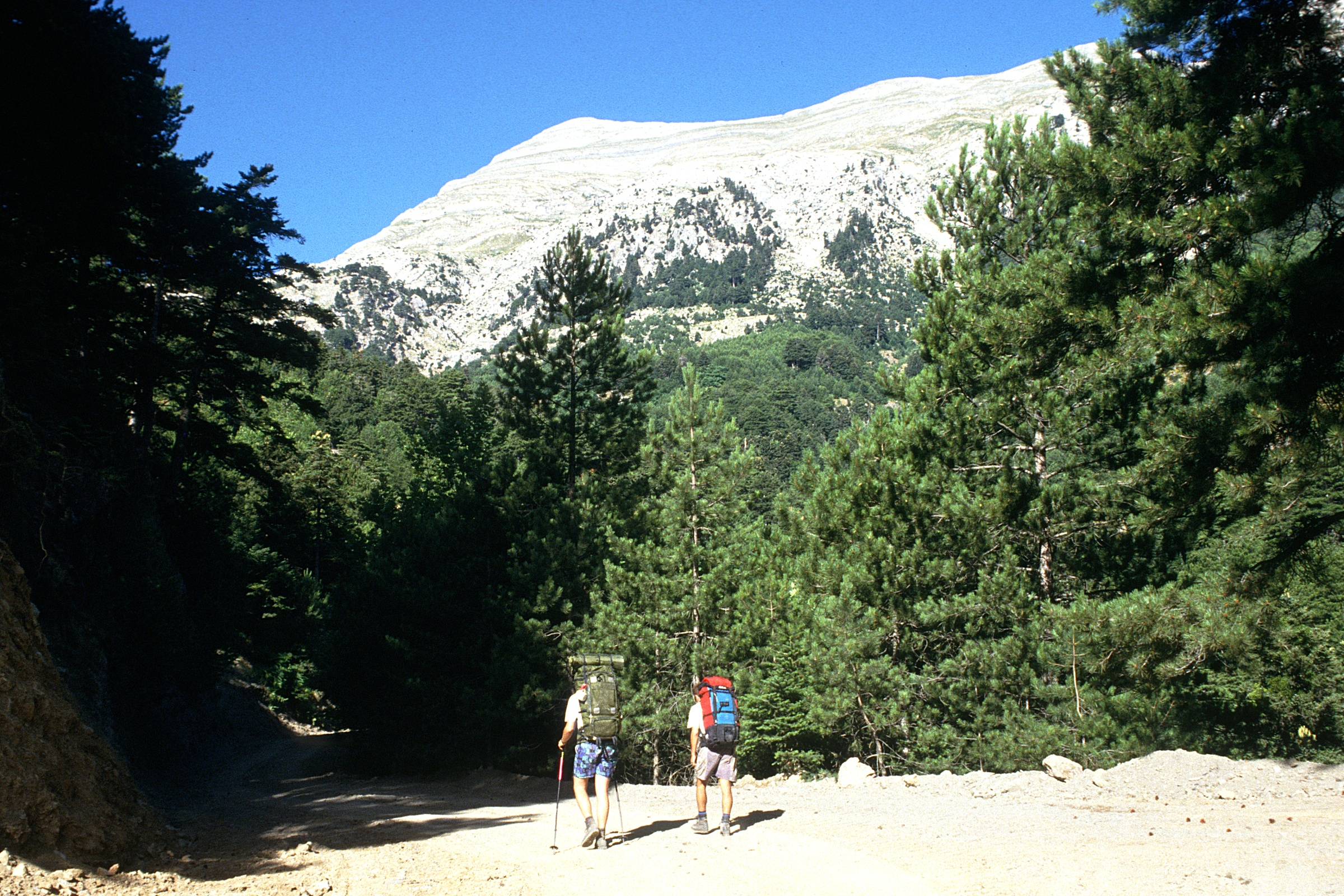
Taygetus (سلسلة جبال)
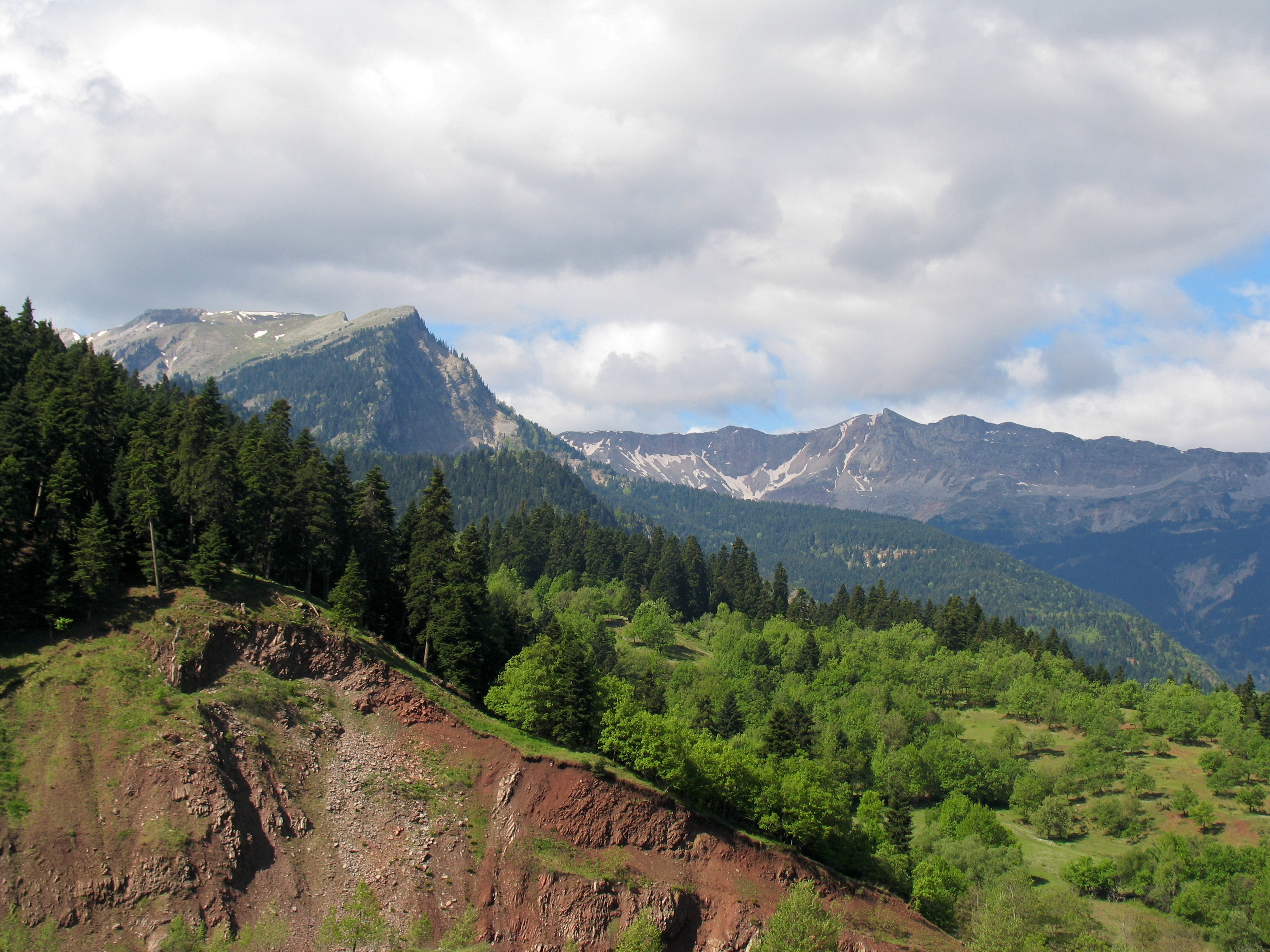
حديقة بيندوس الوطنية
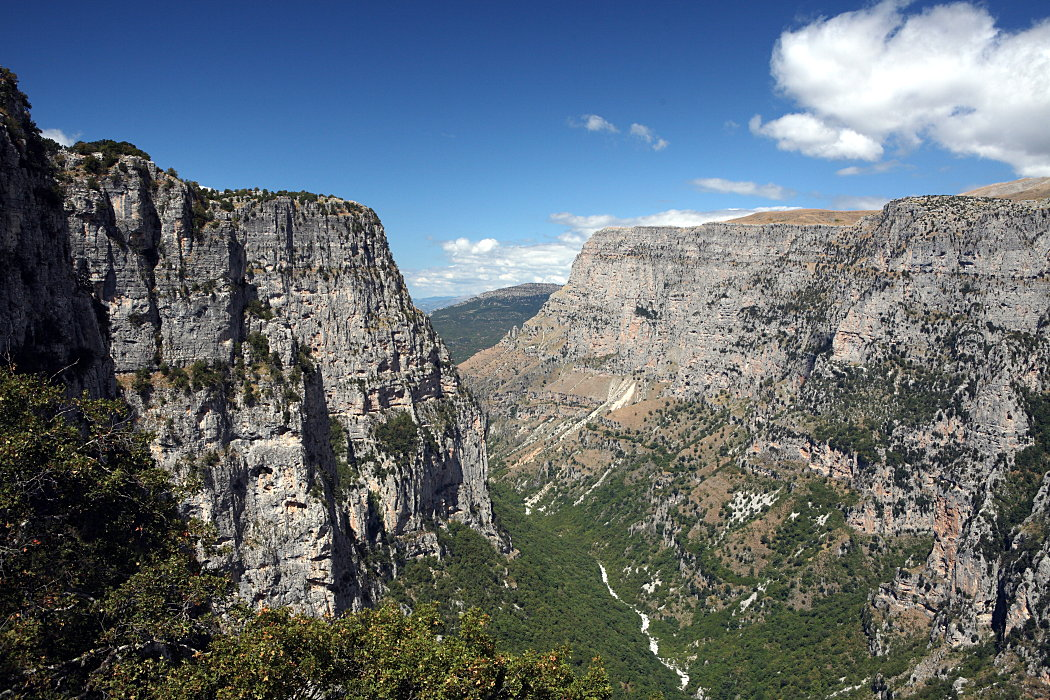
Vikos–Aoös National Park
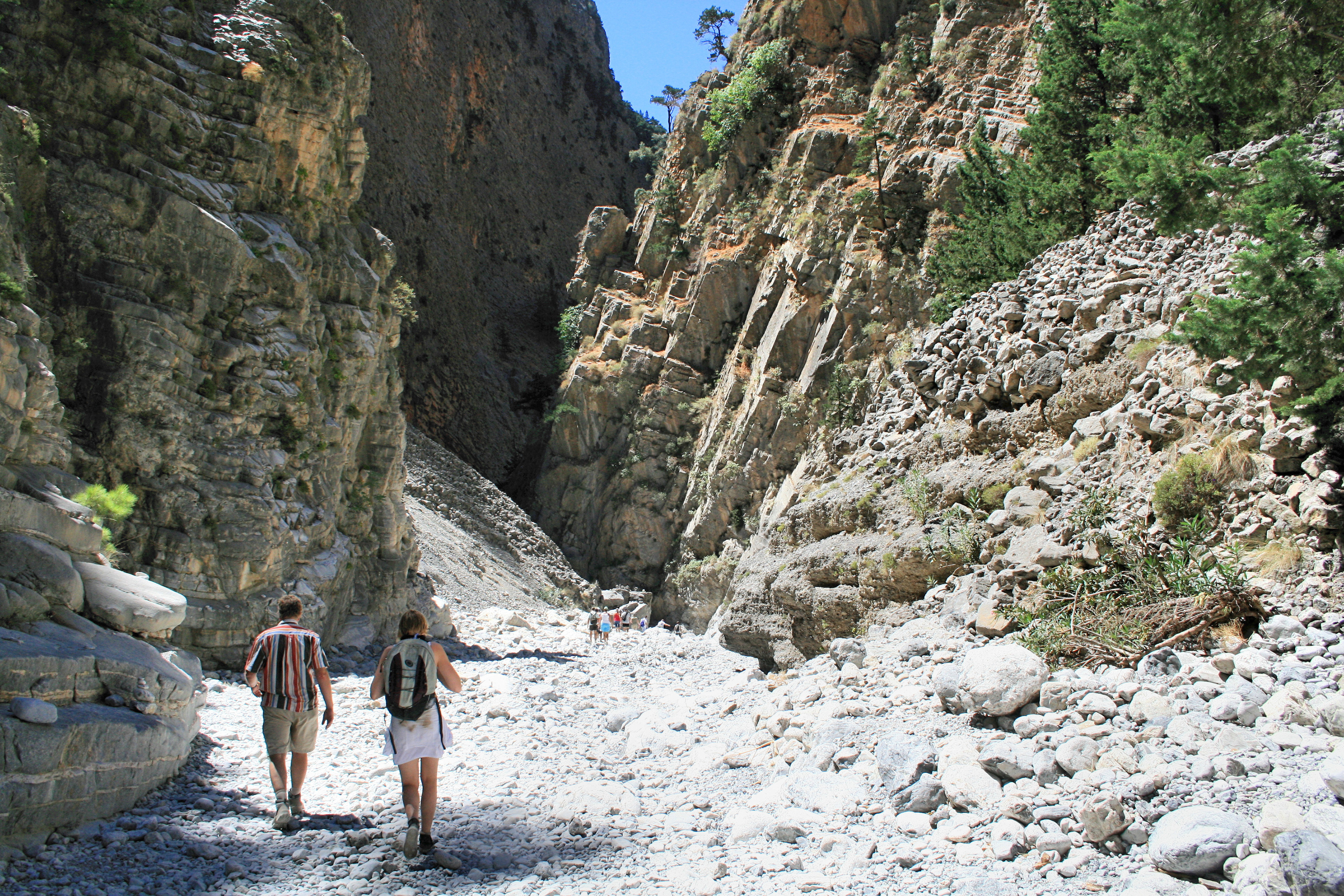
السامرة جورج
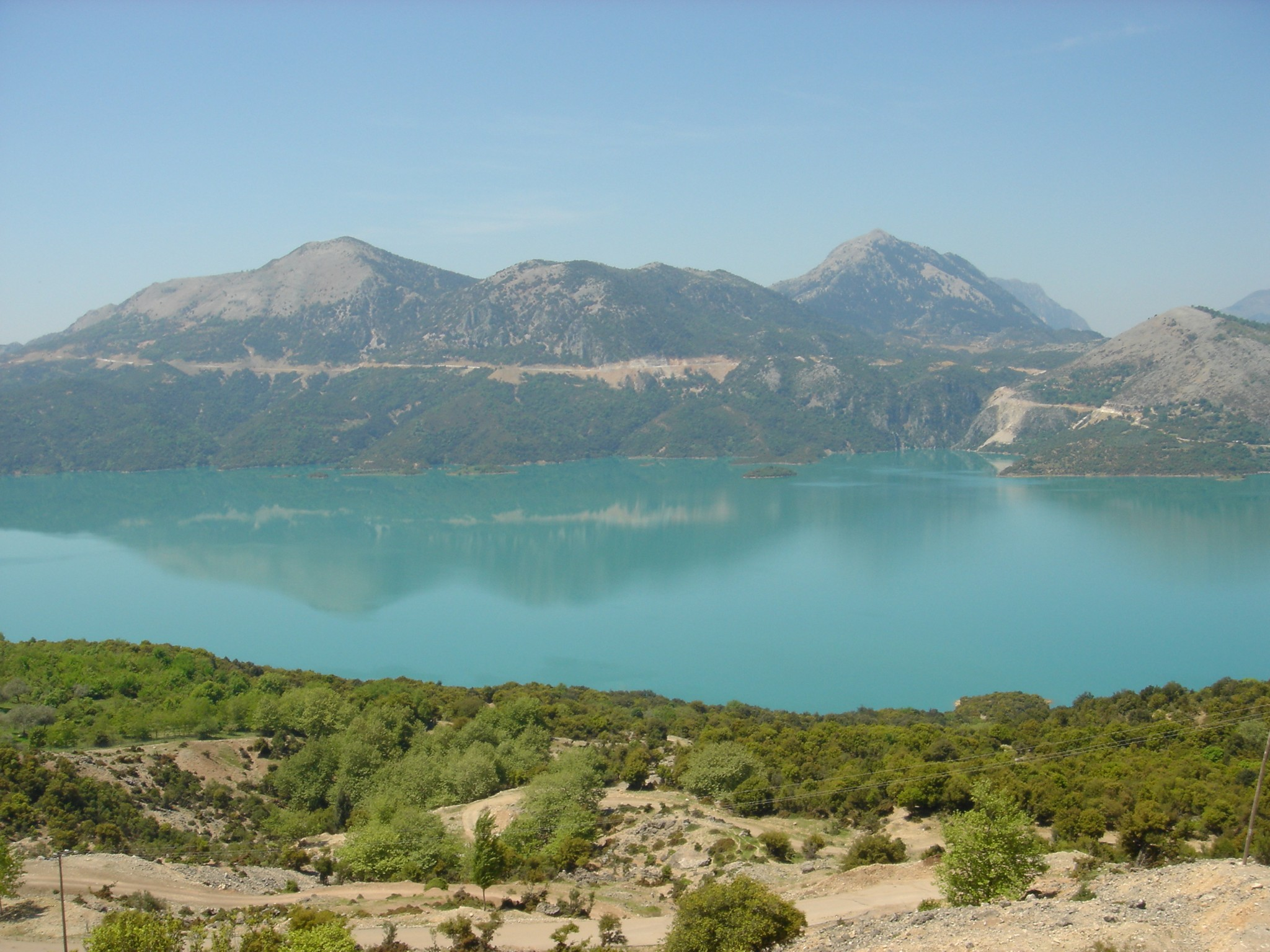
Kremasta (lake)
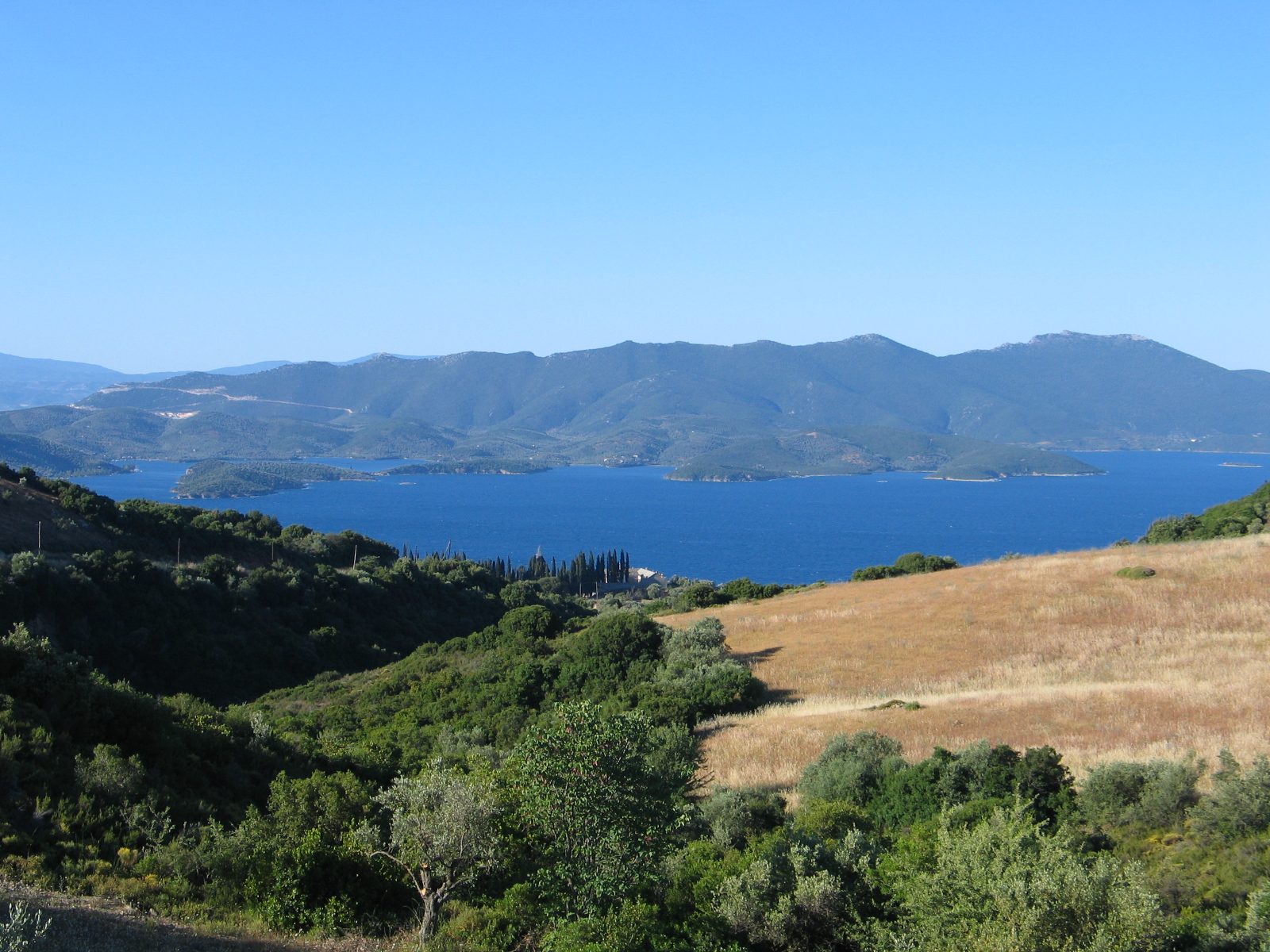
جبل بيليون
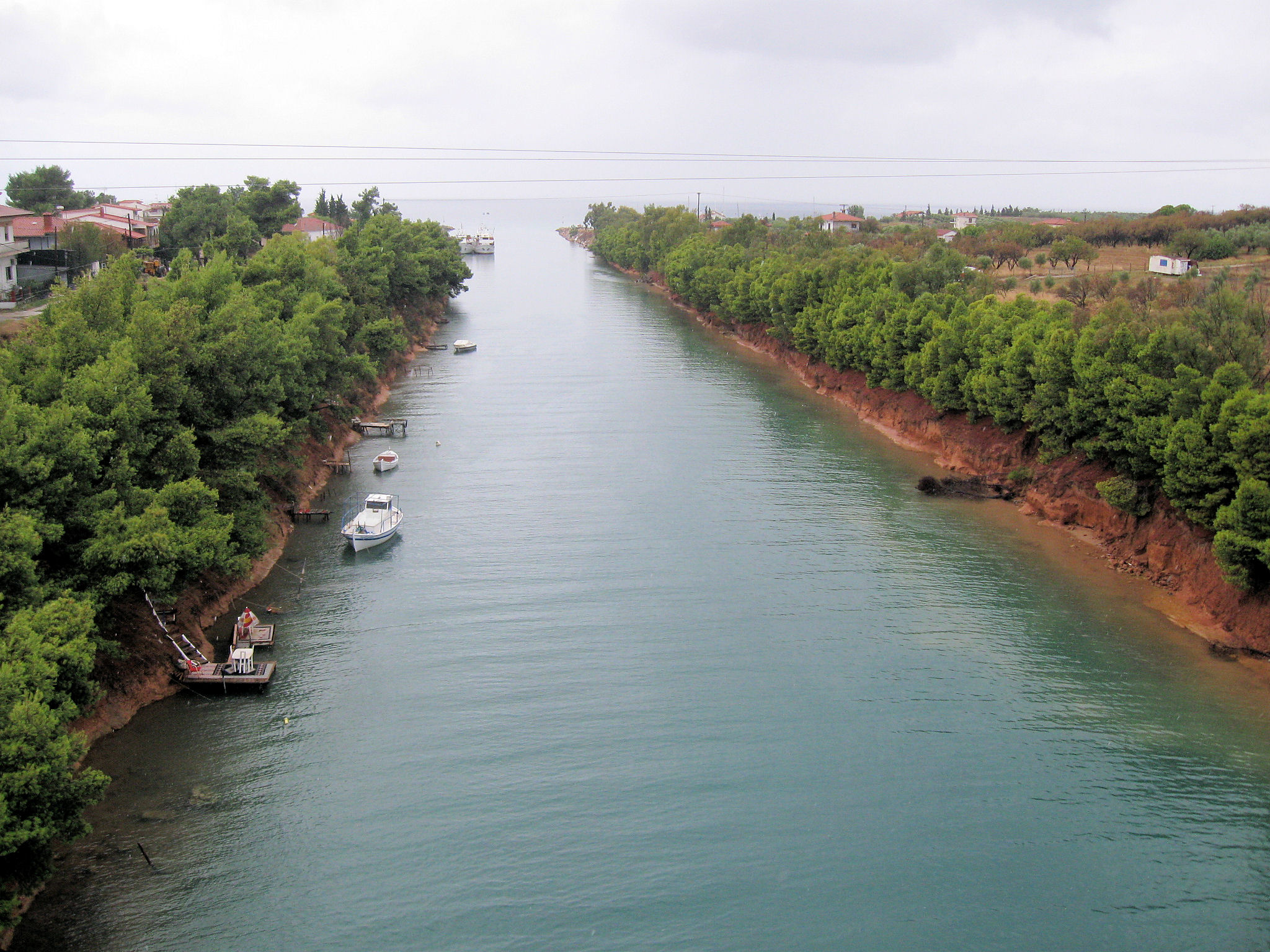
قناة Potidea، خالكيديكي
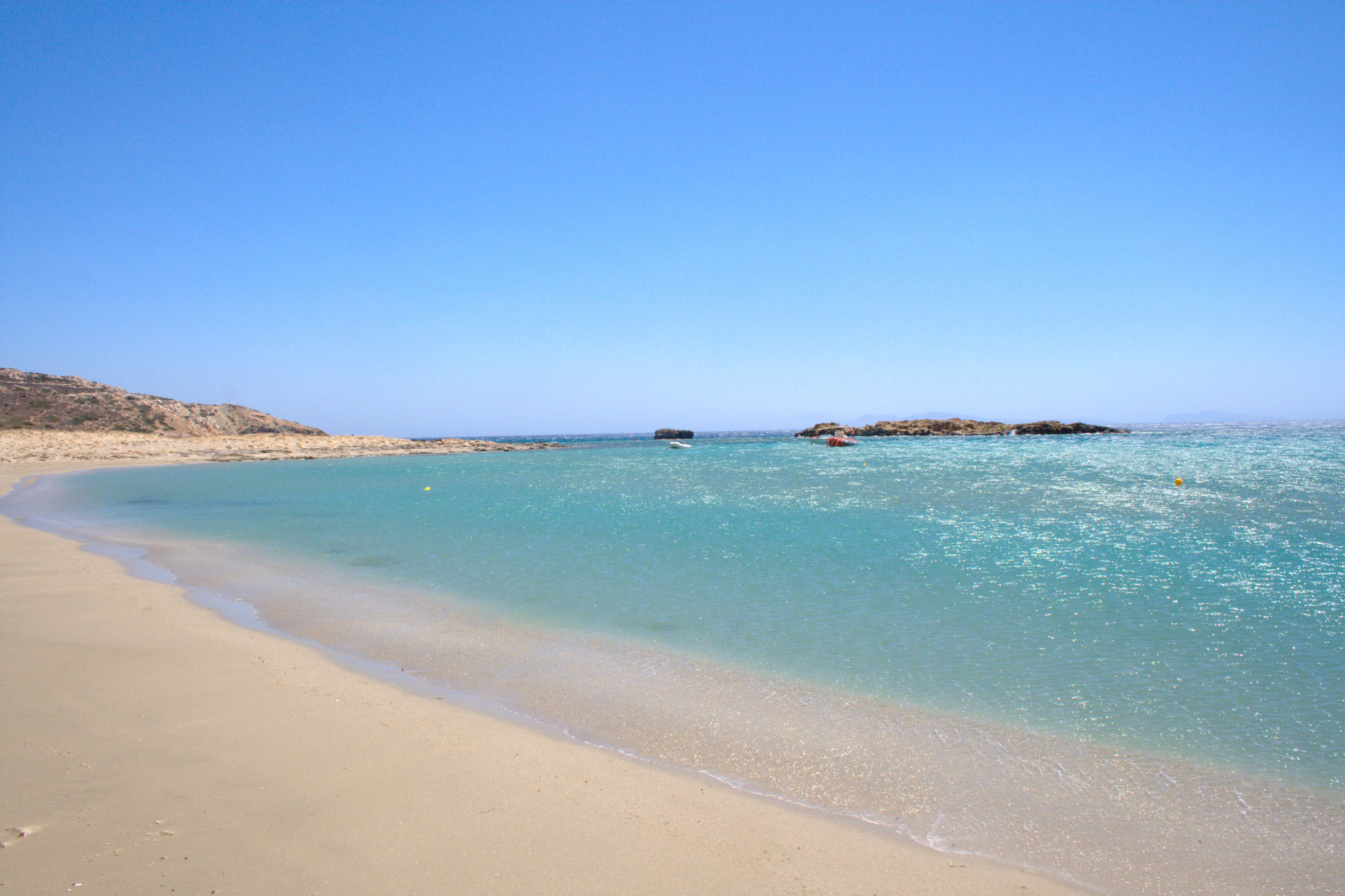
شاطئ مانجاناري، إيوس (جزيرة)
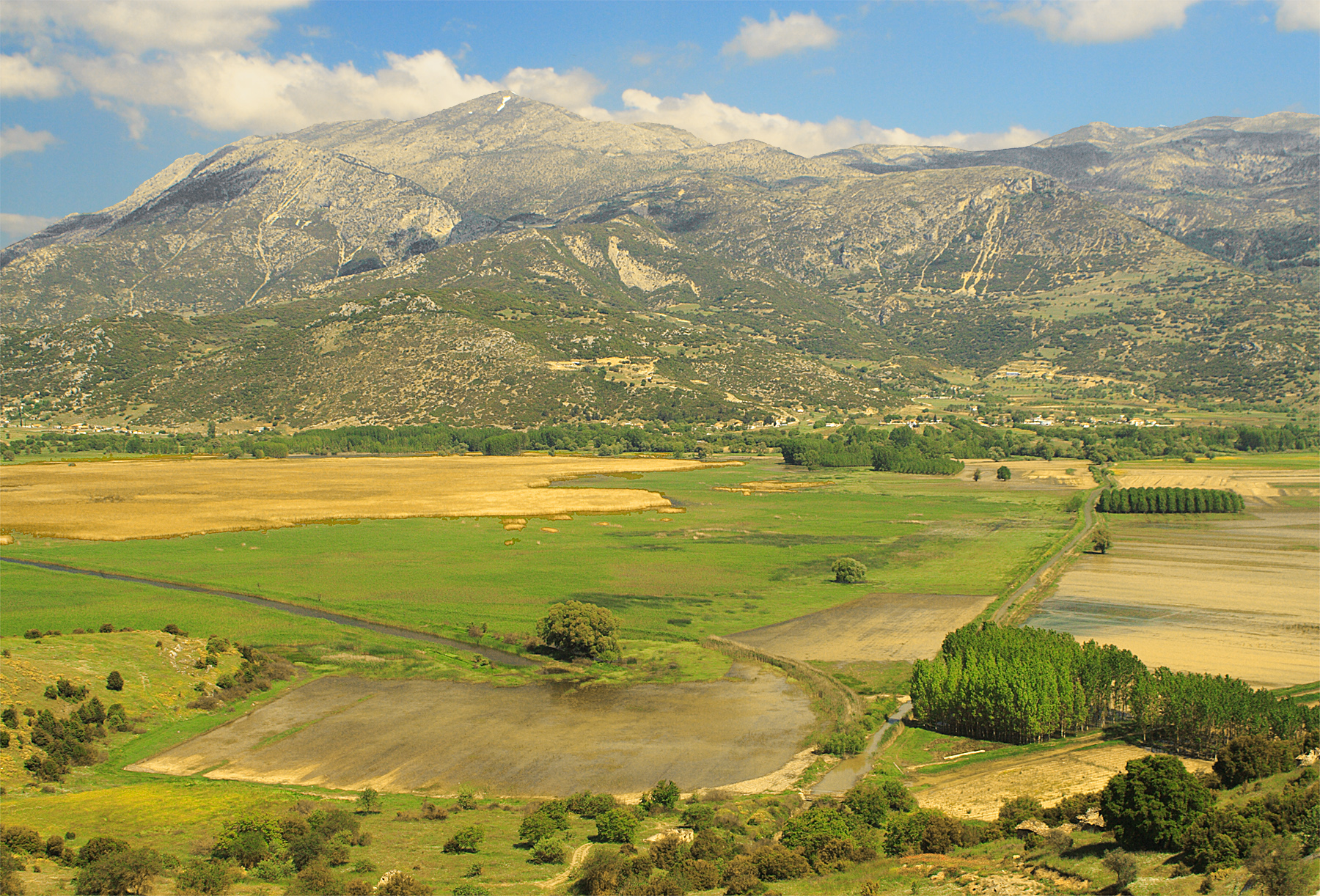
منظر طبيعي من Stymfalia مع جبل Kyllini
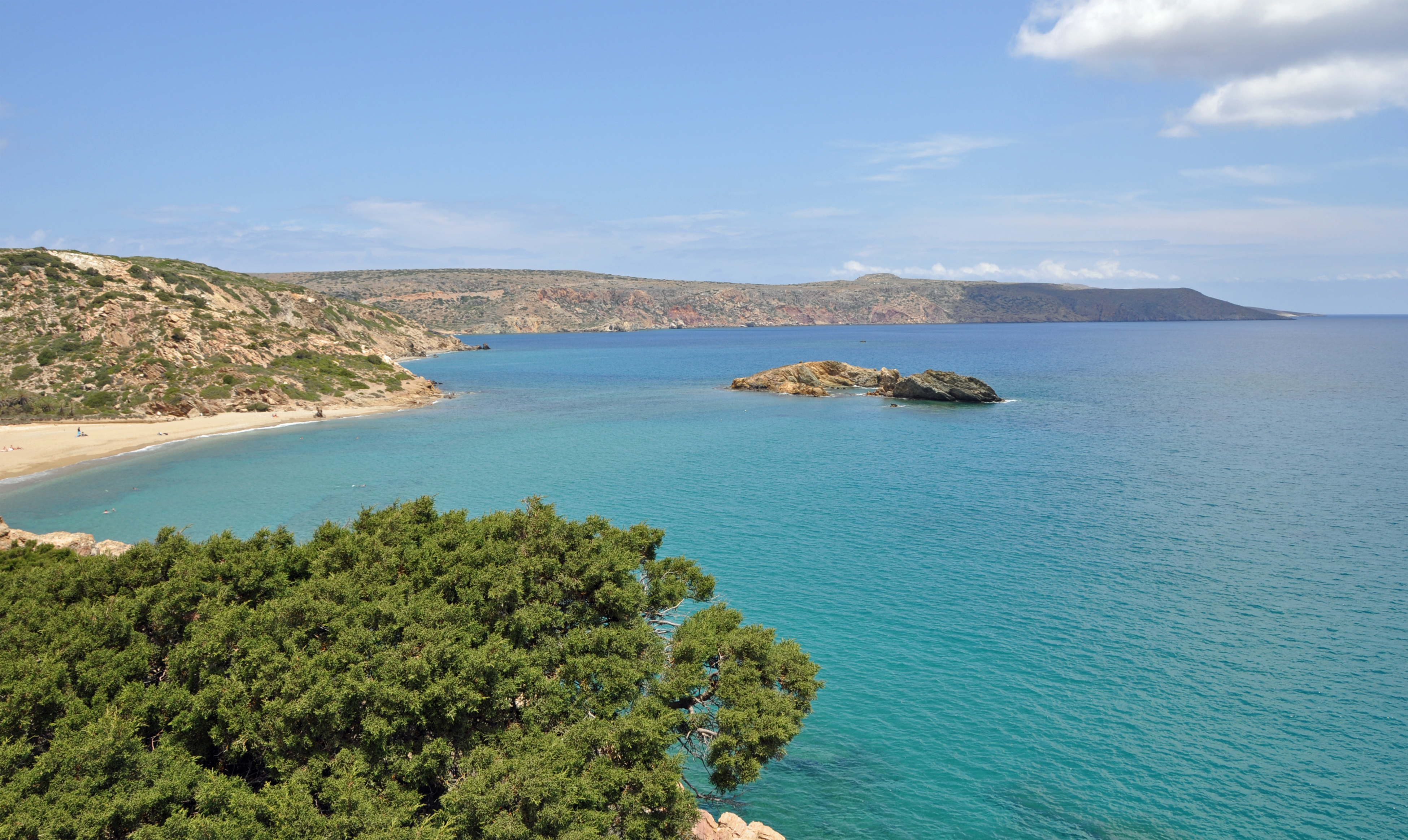
شاطئ النخيل فاي (كريت)
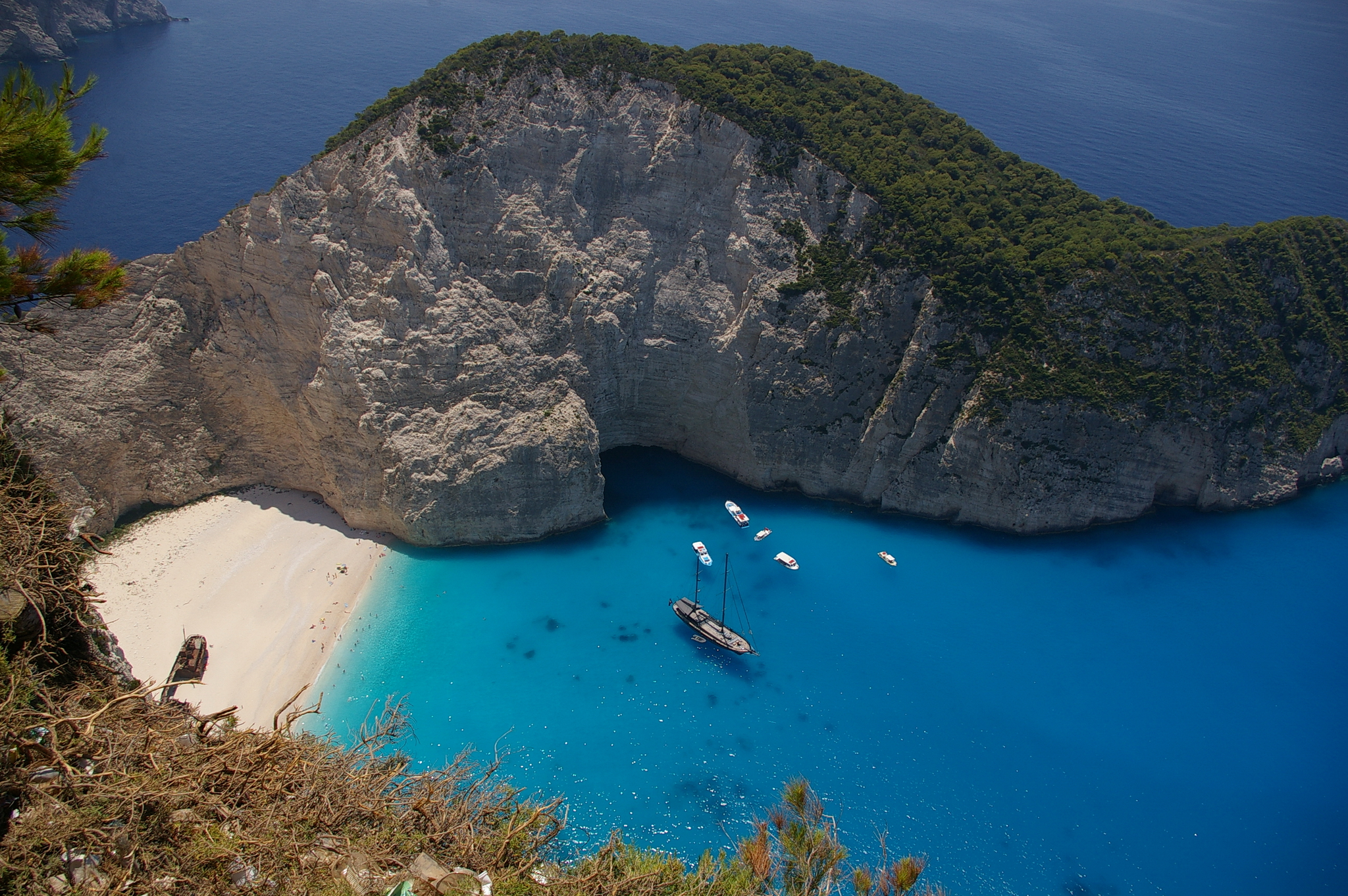
نافاجيو، زاكينثوس
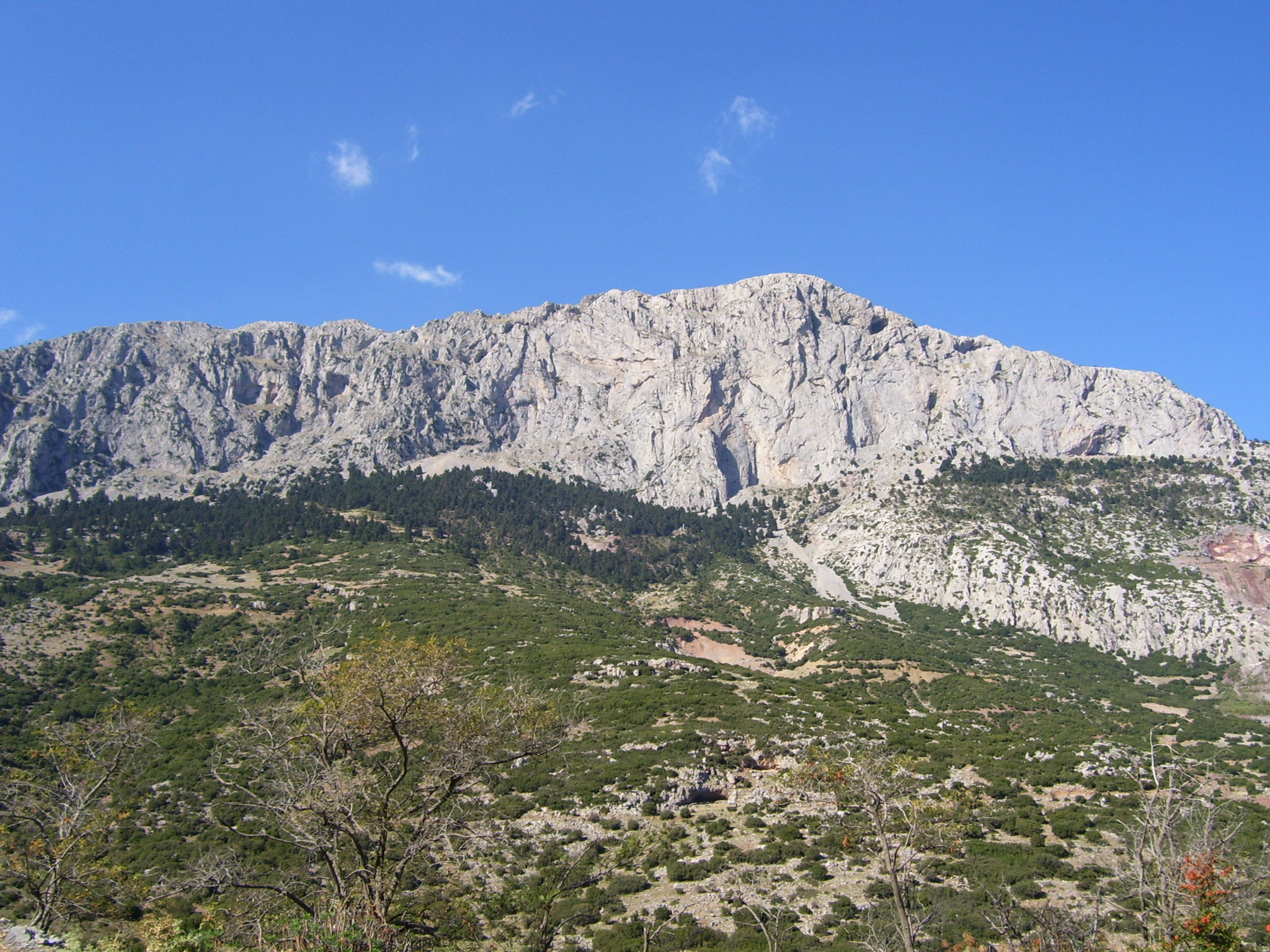
جبل بارناسوس